# دهستان فیلستان
دهستان فیلستان دهستانی در بخش مرکزی شهرستان پاکدشت، استان تهران در ایران است. براساس سرشماری مرکز آمار ایران در سال ۱۳۸۵، جمعیت آن ۱۴۶۲۲ نفر (۳۶۴۲ خانوار) بوده‌است.روستای فیلستان از دیرباز به محصول پنبه و پیله ابریشم مشهور بوده اما امروزه اهالی غالبا به کشت گل و گیاه مخصوصا بنفشه پنسی اشتغال دارند.